# もうこんなじかん
「もうこんなじかん」は、向谷実&佐藤亜美菜・倉持明日香・中村麻里子 from AKB48 によるダウンロード・シングル。

## 概要
ミュージシャンの向谷実が、ニコニコ生放送「AKB48のメンバーが参加する向谷実のニコニコ生レコーディングVol.2」を通じて製作し、リリースした楽曲。ヴォーカルはAKB48の佐藤亜美菜、倉持明日香、中村麻里子の3名が担当した。また佐藤は、本曲の作詞も担当した。放送には17万6千人が来場し、18万件のコメントが寄せられ、楽曲は2013年2月21日~27日付の「e-onkyoダウンロードランキング」において第1位を獲得した。

## 参加ミュージシャン

### 向谷実とチャージ&バックス
- 向谷実（プロデュース、キーボード、編曲）
- 西脇辰弥（シンセサイザー、弦編曲）
- 矢堀孝一（ギター）
- 堀川真理夫（ベース）
- 平川象士（ドラム）
- 松木隆裕（トランペット、管編曲）
- 二井田ひとみ（トランペット）
- 包国充（テナーサックス）
- 東條あづさ（トロンボーン）

### Porrima from AKB48
- 佐藤亜美菜（ヴォーカル）
- 倉持明日香（ヴォーカル）
- 中村麻里子（ヴォーカル）

### 12人のヴァイオリニスト
- 白澤美佳
- 水野奈緒子
- 栗井まどか
- 竹内愛
- 友田絢
- 松浦梨沙
- 石崎諒子
- 田中紫帆
- 藤崎美乃
- 内山ふみ
- 原田梢
- 中島知恵

## 関連番組
- AKB48のメンバーが参加する向谷実のニコニコ生レコーディングVol.2（2013年2月23日、ニコニコ生放送）